# وزير مفوض (مملكة هولندا)
في مملكة هولندا يمثل الوزير المفوض (بالهولندية: Gevolmachtigd minister)‏ حكومه بلدان منطقة البحر الكاريبي للمملكة في هولندا. الوزير هو جزء من حكومة البلد الكاريبي، ولكنه يوجد في هولندا، حيث هو جزء من مجلس وزراء مملكة هولندا.
وهناك فرق كبير بين وزراء هولندا والوزراء المفوضين وهو أن الوزراء السابقون معرضون للمساءلة عن سياساتهم أمام البرلمان الهولندي. أما الوزراء المفوضون فهم مسئولون أمام حكوماتهم الوطنية. ولذلك، فإن الوزراء المفوضين عادة لا يتم إقالتهم في حال وقوع أزمة في الحكومة الهولندية.
يوجد ثلاث وزراء مفوضون في المملكة كالتالي:
- وزير أروبا المفوض (1986-)
- وزير كوراساو المفوض (2010-)
- وزير سينت مارتن المفوض (2010-)

في وزراء بالإضافة إلى ذلك كانت موجودة مفوض لسورينام قبل استقلالها وللالأنتيل الهولندية حل.
- وزير مفوض من جزر الأنتيل الهولندية (1954-2010)
- وزير مفوض سورينام (1954-1975)